# Patricio Margetic
Patricio Margetic (ur. 17 maja 1960 w Buenos Aires) – były argentyński piłkarz występujący m.in. w Borussii Dortmund.

## Kariera
Zaczynał karierę w Racing Club Buenos Aires, skąd w 1978 roku przeniósł się do San Telmo. Już po roku występów w tym klubie przeszedł do Temperley, a po kolejnym sezonie trafił do Detroit Express. W lidze amerykańskiej występował przez kilka lat, by w 1988 przejść do Borussii Dortmund, skąd już po sezonie powrócił do USA. Występy w lidze amerykańskiej kontynuował w Chicago Powers i Detroit Rockers. Karierę zakończył w 1994 roku.